# Hemdal-Centrallasarettet
Hemdal- Västmanlands sjukhus, Västerås är ett administrativt bostadsområde i östra Västerås. Området består av delarna Västmanlands sjukhus, Freja, Hemdal och Korsängsgärdet. Området avgränsas av Malmabergsgatan, Tråddragargatan, Cedergatan, Stockholmsvägen och E18.
Den västra delen av området domineras av sjukhuset.